# Helloween (álbum)
Helloween é o décimo sexto álbum de estúdio da banda alemã homônima de power metal, lançado em 18 de junho de 2021. O álbum é o primeiro lançado com a formação "Pumpkins United", que marcou o retorno do membro fundador Kai Hansen nas guitarras e vocais e Michael Kiske nos vocais em 2016, somando-se à formação de cinco membros que estava em uso desde 2005.
Helloween é o primeiro álbum com Kai desde Keeper of the Seven Keys: Part II (1988) e o primeiro com Michael desde Chameleon (1993). Lançado seis anos após seu antecessor My God-Given Right (o maior tempo de espera entre dois álbuns da banda), o álbum também é o primeiro a apresentar mais de um cantor, uma vez que Kai, Michael e Andi Deris haviam sempre cantado sozinhos em cada um dos álbuns anteriores. O álbum ficou entre os dez mais vendidos em várias paradas musicais internacionais

## Contexto

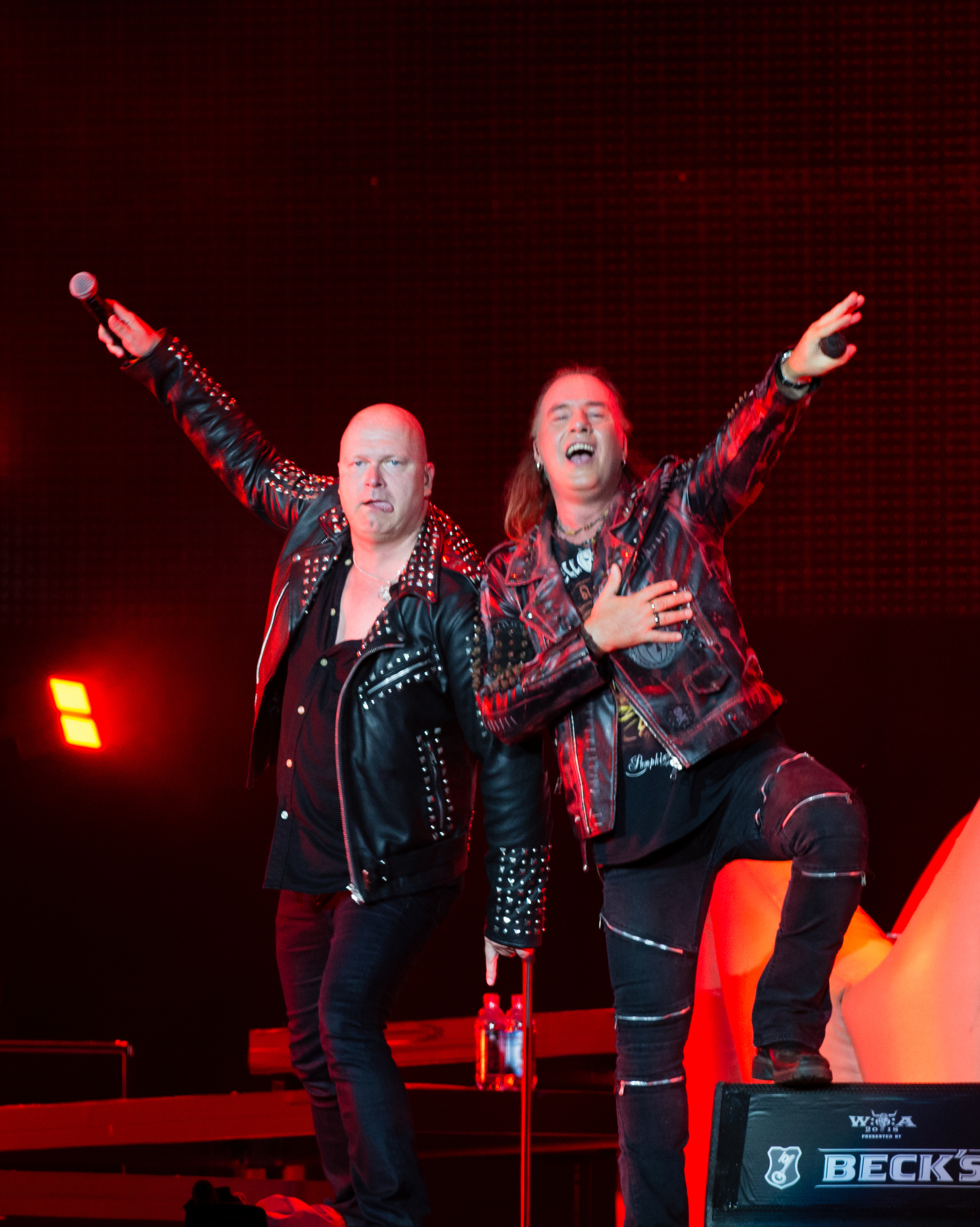
Helloween se apresentando no Wacken Open Air em 2018. Da esquerda para a direita: Michael Kiske e Andi Deris.

Em 1989, o guitarrista Kai Hansen deixou o Helloween e fundou o Gamma Ray, com quem tocou e gravou desde então. O vocalista Michael Kiske fez o mesmo em 1993 e se concentrou em uma carreira solo, além de participar de projetos como Avantasia. Enquanto Kai manteve uma boa relação com a banda e com Michael, este último não falou com os membros restantes do Helloween por décadas.
Em 2016, o guitarrista Michael Weikath abordou Kiske nos bastidores de um festival e perguntou a ele: "o que eu fiz para que você não me pode me perdoar?"; tal pergunta fez Kiske perceber que já havia perdoado Weikath, mas ainda não havia percebido. Depois de ser incentivado por Kai, na época seu colega de banda no Unisonic, ele concordou em se juntar a eles para a turnê Pumpkins United .
O ex-guitarrista Roland Grapow e o ex-baterista Uli Kusch não foram convidados a voltar, pois o baixista Markus afirmou que "seria gente demais". Esta nova formação lançou uma canção inédita, "Pumpkins United", em 13 de outubro de 2017, na qual Andi, Kai e Michael compartilham os vocais principais. A Pumpkins United World Tour começou em Monterrey, México, em 19 de outubro de 2017.

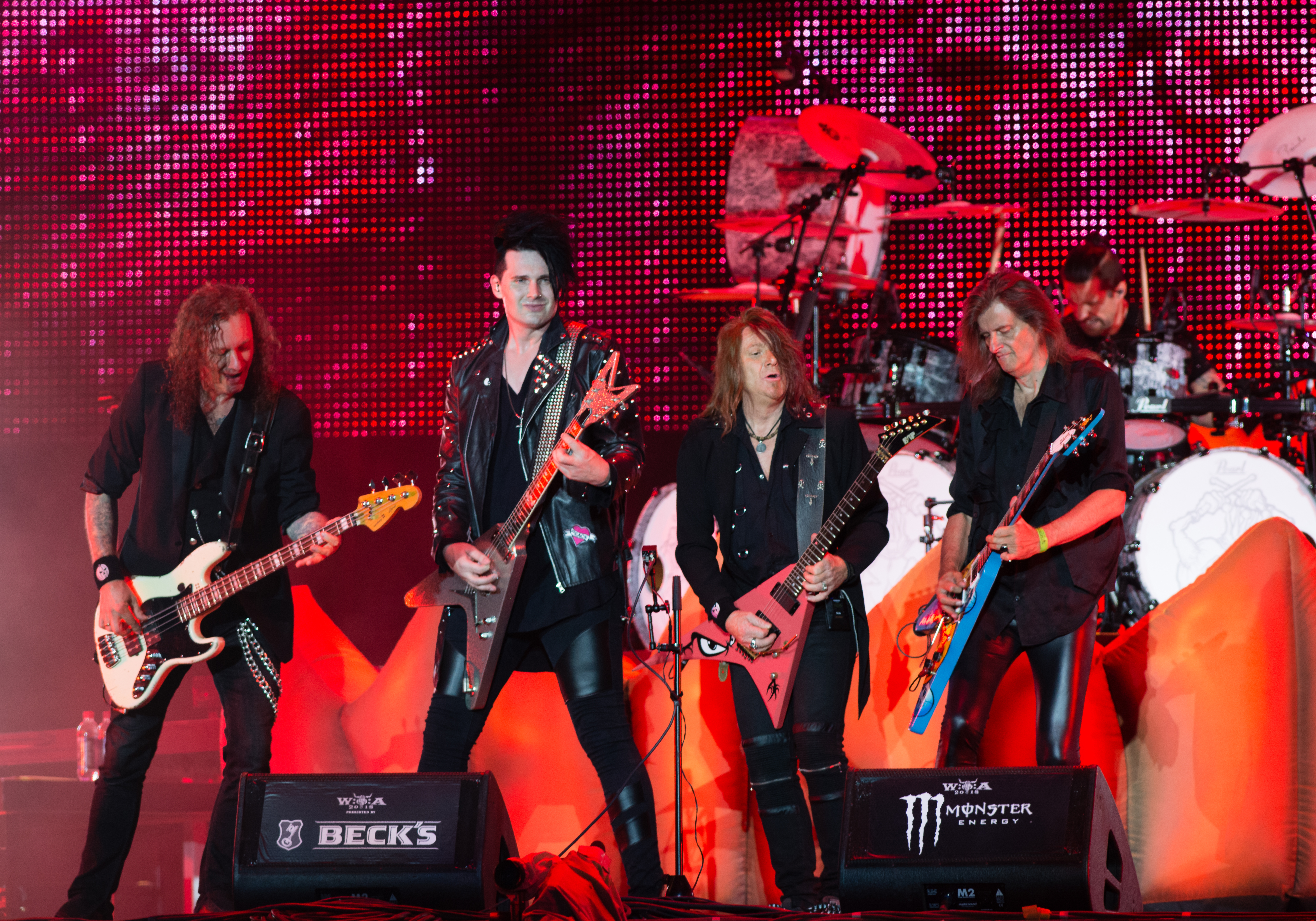
Helloween se apresentando no Wacken Open Air em 2018. Da esquerda para a direita: Markus Grosskopf, Sascha Gerstner, Kai Hansen, Michael Weikath e Daniel Löble.

Sobre um possível álbum de estúdio com a nova formação, Andi declarou em março de 2018: "Certamente temos muitas conversas [sobre isso]. Neste verão, se a química continuar assim, tudo será possível. Depois de gravar aquela música "Pumpkins United", percebemos que é fácil trabalhar juntos. [. . . ] É, não foi problema nenhum, como se já tivéssemos trabalhado juntos por décadas. (...) Se a química continuar do jeito que está agora, eu definitivamente diria 99 por cento sim, estamos indo para isso." Quando foram entrevistados juntos em junho, Weikath afirmou: "Não temos vontade de começar porque vai dar muito trabalho e vai levar muito tempo e, agora, estamos confortáveis com o que estamos fazendo, por assim dizer ", enquanto Kai afirmou: "Há muitas ideias para o que faremos a seguir e assim por diante. Mas nada está meio decidido. Nada está maduro para a decisão. Deixamos isso em aberto, mais ou menos. "
Em 21 de agosto de 2018, a banda anunciou que, a pedido de sua gravadora Nuclear Blast eles permaneceriam todos juntos e que um novo álbum de estúdio seria gravado no final de 2018 para um lançamento planejado para 2020, com Michael Weikath, Kai e Andi atuando como um "trio de compositores". Em março de 2021, o título do álbum e a data de lançamento foram anunciados.

## Gravação
Em março de 2019, Andi afirmou que havia escrito dois duetos entre ele e Michael para o próximo álbum.
Em 26 de novembro de 2019, a banda publicou um vídeo no qual compartilhavam que haviam começado a gravar seu próximo álbum em Hamburgo (onde já haviam gravado quatro álbuns sucessivos na década de 1990, de Chameleon de 1993 a Better Than Raw de 1998), e que eles estavam planejando retomar a turnê no final de 2020. Em 1 de junho de 2020, o Helloween confirmou que havia "decidido mudar o lançamento" de seu novo álbum para o início do próximo ano, com Ronald Prent mixando-o.
A maior parte do álbum foi gravada antes da pandemia de COVID-19; Kiske voltou de suas sessões de gravação em Tenerife em abril de 2020, pouco antes dos voos na Europa serem interrompidos. Weikath, por outro lado, foi pego em meio a restrições rígidas e até teve de passar uma noite no estúdio.
A bateria do álbum foi gravada com o kit original do ex-baterista Ingo Schwichtenberg e a banda usou os mesmos moduladores usado quando eles gravaram Master of the Rings, The Time of the Oath e Better Than Raw.

### Arte de capa
A capa foi pintada à mão por Eliran Kantor e escolhida contra uma série de imagens criadas digitalmente. Markus Staiger (fundador da Nuclear Blast) foi inicialmente contra e tentou convencer a banda a escolher outra, mas a opinião dos músicos prevaleceu.

## Faixas
| Faixas de Helloween |                                               |                        |         |  |
| N.º                 | Título                                        | Compositor(es)         | Duração |  |
| 1.                  | "Out for the Glory" (Em Busca da Glória)      | Michael Weikath        | 7:18    |  |
| 2.                  | "Fear of the Fallen" (Medo dos que Caíram)    | Andi Deris             | 5:38    |  |
| 3.                  | "Best Time" (Melhor Momento)                  | Sascha Gerstner, Deris | 3:35    |  |
| 4.                  | "Mass Pollution" (Poluição em Massa)          | Deris                  | 4:14    |  |
| 5.                  | "Angels" (Anjos)                              | Gerstner               | 4:42    |  |
| 6.                  | "Rise Without Chains" (Levante sem Correntes) | Deris                  | 4:56    |  |
| 7.                  | "Indestructible" (Indestrutível)              | Markus Grosskopf       | 4:42    |  |
| 8.                  | "Robot King" (Rei Robô)                       | Weikath                | 7:07    |  |
| 9.                  | "Cyanide" (Cianeto)                           | Deris                  | 3:29    |  |
| 10.                 | "Down in the Dumps" (Infeliz)                 | Weikath                | 6:01    |  |
| 11.                 | "Orbit" (Órbita)                              | Kai Hansen             | 1:04    |  |
| 12.                 | "Skyfall" (Queda do Céu)                      | Hansen                 | 12:11   |  |
| Duração total:      | Duração total:                                | Duração total:         | 64:57   |  |

| N.º            | Título                              | Compositor(es)         | Duração |  |
| 13.            | "Golden Times" (Tempos de Ouro)     | Gerstner               | 4:47    |  |
| 14.            | "Save My Hide" (Salvar Minha Pele)  | Deris                  | 3:11    |  |
| 15.            | "Pumpkins United" (Abóboras Unidas) | Hansen, Deris, Weikath | 6:21    |  |
| 16.            | "We Are Real" (Somos Reais)         | Grosskopf              | 4:24    |  |
| Duração total: | Duração total:                      | Duração total:         | 83:40   |  |

## Créditos
Adaptado do encarte:
| Helloween - Michael Kiske – vocais - Andi Deris – vocais - Kai Hansen – vocais, guitarra - Michael Weikath – guitarra - Sascha Gerstner – guitarra - Markus Grosskopf – baixo - Daniel Löble – bateria Músicos convidados - Matthias Ulmer - teclados - Jens Johansson - teclados em "Skyfall" Produção - Charlie Bauerfeind, Dennis Ward – produção, mixagem - Ronald Prent - mixagem no alhalla Studios (Nova Iorque) - Eliran Kantor – capa |

## Recepção

### Recepção da crítica
| Críticas profissionais  | Críticas profissionais |
| Avaliações da crítica   | Avaliações da crítica  |
| Fonte                   | Avaliação              |
| ----------------------- | ---------------------- |
| Blabbermouth.net        | 8/10                   |
| Sonicperspectives.com   | 9/10                   |
| Heavy Mag               | positive               |
| Rock Hard               | 6.5/7                  |
| Metal Hammer (Alemanha) | 9/10                   |

Escrevendo para o Blabbermouth.net, Jason Roche escreveu que "A dupla Deris e Kiske tem uma química tremenda" e que "as capacidades da guitarra  de Hansen estão perfeitamente entrelaçadas com as da dupla existente". Escrevendo para o Sonicperspectives.com, Jonathan Smith disse que “certamente está na lista do melhor material que esta banda já produziu”, dando ao álbum uma classificação de 9/10.
Na Heavy Mag, Carl Neumann resumiu o álbum como "essencialmente uma mistura de todos os álbuns do Helloween em um. Você tem power metal clássico, hard rock, speed metal e o bom e velho rock n roll, tudo misturado em 12 músicas em uma duração de 65 minutos. Seria impossível para 'Helloween' ser um fracasso. Tem TUDO que é o Helloween. Portanto, seu título é apropriado. "
Sebastian Kessler, da edição alemã da Metal Hammer, elogiou o álbum por não oferecer "cópias simples de obras-primas do passado ou negar a evolução sonora e estilística das últimas décadas". Ele também o considerou uma boa fusão de Walls of Jericho, Keeper of the Seven Keys (ambos) e Better Than Raw.
Jens Peters, da Rock Hard, disse que Helloween é "o álbum pelo qual todo fã de Metal Teutônico está esperando desde a grande separação no final dos anos oitenta / início dos anos noventa". Disse ainda que os membros "vão percorrendo as fases da sua própria história" e que "todas as peças têm em comum que se ouve claramente os respectivos autores principais".
Escrevendo para BraveWords, Paul Stenning disse que "um grande crédito também deve ir para Dennis Ward e Charlie Bauerfeind por seu trabalho em equilibrar a combinação de cantores e instrumentistas" e descreveu como é "difícil escolher músicas de destaque aqui, pois são todas clássicas do Helloween - às vezes eles se lembram dos anos 80, às vezes do início dos anos 90 e outras dos anos 2000."
O álbum liderou as paradas alemãs e também alcançou o número um em vendas em outros países. Ele também alcançou a classificação mais alta que um álbum do Helloween já alcançou na Billboard, chegando ao 35º lugar.
Helloween foi eleito pela Loudwire como o 8º melhor álbum de rock/metal de 2021. A publicação também elegeu a faixa "Skyfall" como a 13ª melhor música de metal de 2021.

### Recepção comercial

#### Paradas
| Parada (2021)                             | Maior colocação |
| ----------------------------------------- | --------------- |
| Áustria (Ö3 Austria Top 40)               | 3               |
| Bélgica (Ultratop Flandres)               | 11              |
| Bélgica (Ultratop Valônia)                | 5               |
| República Tcheca (ČNS IFPI)               | 5               |
| Países Baixos (Dutch Charts)              | 12              |
| Finlândia (Suomen virallinen lista)       | 2               |
| Alemanha (Offizielle Deutsche Charts)     | 1               |
| Italian Albums (FIMI)                     | 14              |
| Japão (Oricon)                            | 6               |
| Noruega (VG-lista)                        | 36              |
| Polónia (ZPAV)                            | 13              |
| Portugal (AFP)                            | 5               |
| Escócia (Official Scottish Albums)        | 4               |
| Espanha (PROMUSICAE)                      | 1               |
| Swedish Albums (Sverigetopplistan)        | 3               |
| Suíça (Schweizer Hitparade)               | 2               |
| Reino Unido (Official Albums Chart)       | 24              |
| Reino Unido (UK Independent Albums Chart) | 4               |
| Reino Unido (UK Rock & Metal Albums)      | 1               |